# Blitzkrieg over Nüremberg
Blitzkrieg Over Nüremberg — первый концертный альбом американской блюз-рок группы Blue Cheer, издан в 1989 году. Диск включает в себя кавер-версию классической композиции Джими Хендрикса «Red House».

## Список композиций
1. «Babylon» (Dickie Peterson)/«Girl Next Door» (Tony Rainier) — 9:20
2. «Ride With Me» (Tony Rainier) — 8:50
3. «Just A Little Bit» (Dickie Peterson) — 4:27
4. «Summertime Blues» (Jerry Capehart, Eddie Cochran) — 6:39
5. «Out Of Focus» (Dickie Peterson) — 4:36
6. «Doctor Please» (Dickie Peterson) — 12:05
7. «The Hunter» (Booker T. Jones) — 6:37
8. «Red House» (Jimi Hendrix) — 8:47

## Участники записи
- Дикки Питерсон — бас-гитара, вокал
- Дак Макдональд — гитара, вокал
- Дэйв Солс — барабаны